# Georges Mouton
Pour les articles homonymes, voir Mouton (homonymie).

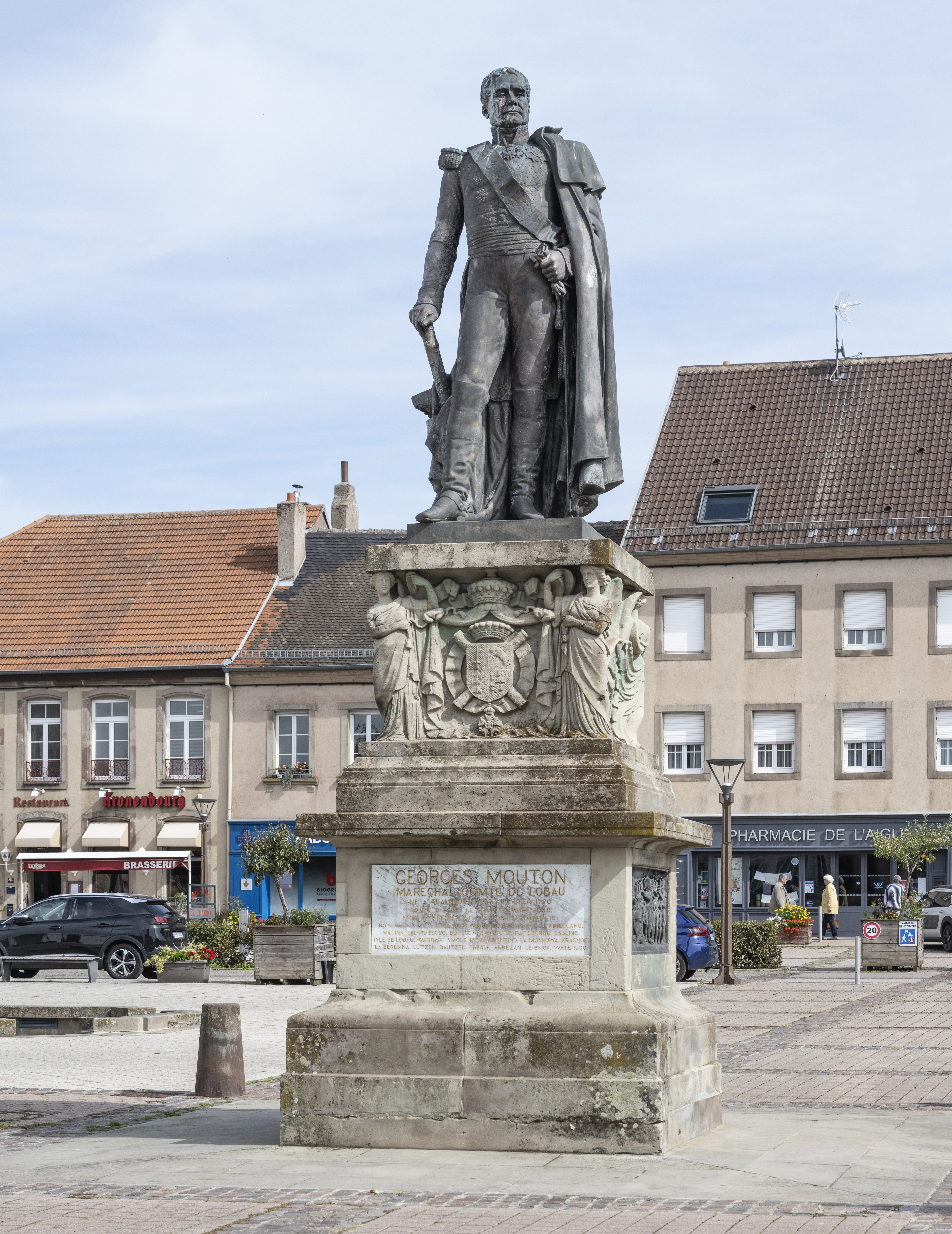
Phalsbourg.

Georges Mouton, comte de Lobau, né le 21 février 1770 à Phalsbourg et mort le 27 novembre 1838 à Paris, est un général français de l’Empire, comte d'Empire, maréchal et pair de France.

## Biographie

### Général d'Empire

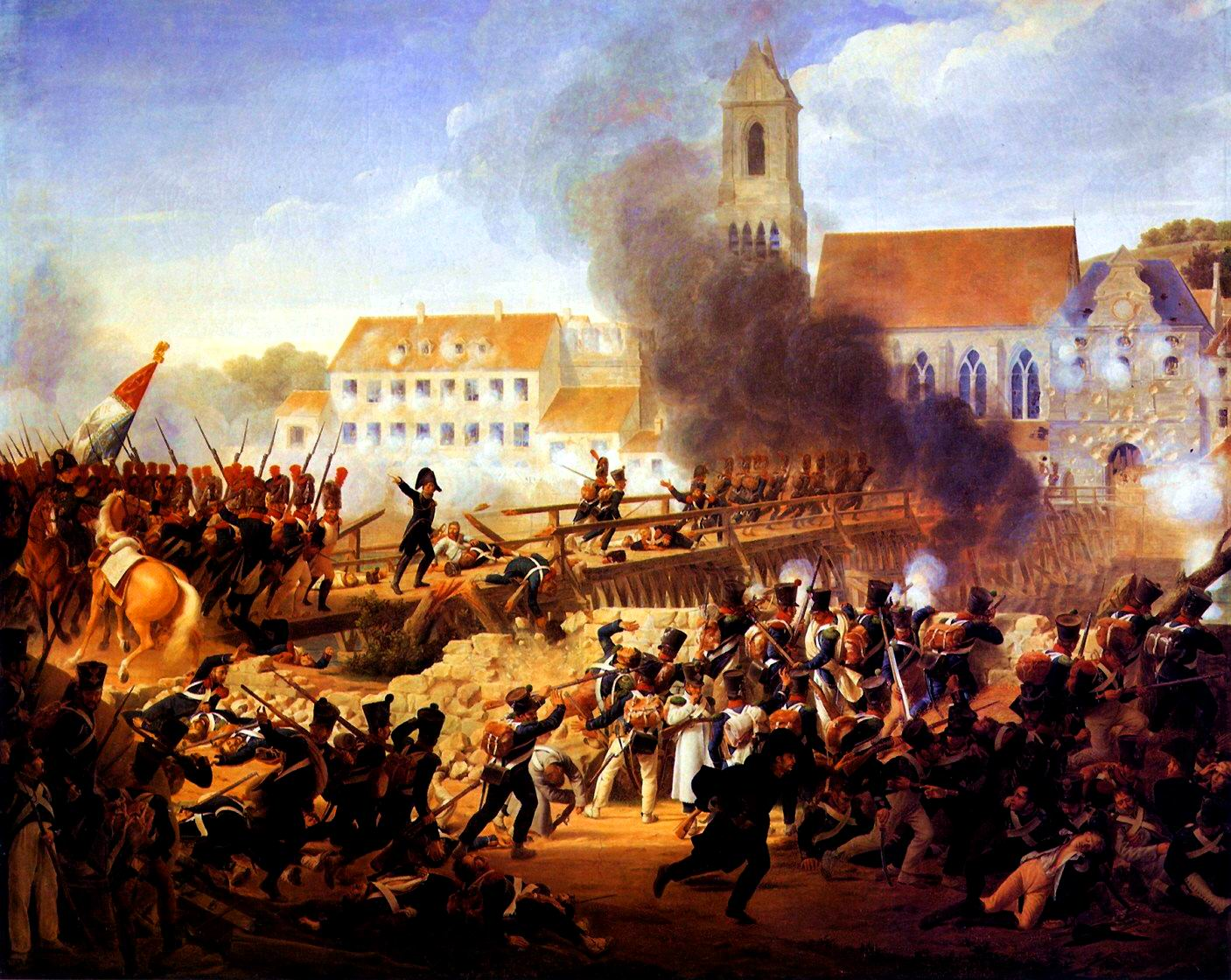
Le général Mouton à la tête des grenadiers du 17e de ligne à la bataille de Landshut, le 21 avril 1809. Peinture de Louis Hersent.

Il s'illustre durant les guerres de la Révolution et guerres de l'Empire, notamment aux batailles d'Iéna et de Friedland, où il est grièvement blessé. Il passe ensuite en Espagne dans le corps d'armée du maréchal Bessières et le 14 juillet 1808 sert à la bataille de Medina de Rioseco où il mène sa division contre les Espagnols en criant « souvenez-vous que vous êtes du 4e léger… ». Ce succès est suivi quelques mois plus tard de celui de Burgos, le 10 novembre. Le maréchal Soult laisse à Mouton le soin d'attaquer les positions espagnoles, que le général enlève sans coup férir avant de chasser ses adversaires de Burgos, prenant au passage douze pièces d'artillerie et huit drapeaux.
Mouton est bientôt rappelé de la péninsule pour participer à la guerre qui s'annonce contre l'Autriche. Le 21 avril 1809 alors que la ville de Landshut résiste aux forces françaises, Napoléon se tourne vers Mouton qui vient d'arriver sur le champ de bataille, et lui lance : « placez-vous à la tête de cette colonne et enlevez la ville de Landshut ! ». Le général se met à la tête des grenadiers du 17e de ligne, traverse le pont sous un feu nourri et fait refluer les Autrichiens,. L'Empereur récompense le courage de son aide de camp en déclarant à son propos : « Mon Mouton est un lion ». Le 22 mai 1809, pendant la bataille d'Essling, sa division résiste aux assauts autrichiens ; un moment en difficulté, Mouton reçoit bientôt l'appui du général Rapp et refoule une nouvelle fois les colonnes ennemies. Son comportement exemplaire à la fin de la bataille permet de couvrir la retraite de l'armée française sur l'île de Lobau. Quelques jours plus tard, Napoléon le crée comte de Lobau « pour avoir sept fois repoussé l’ennemi, et par là assuré la gloire de nos armes » comme le précise le décret impérial. Le général Mouton est encore présent à la bataille de Wagram.
En 1812 il participe à la campagne de Russie puis à celle d'Allemagne, durant laquelle il est fait prisonnier à la suite de la capitulation de Dresde en novembre 1813. Il reprend du service durant les Cent-Jours et prend part à la bataille de Waterloo en commandant le 6e Corps d'Armée de réserve de L'armée du Nord, à l'issue de laquelle il est à nouveau fait prisonnier en protégeant la retraite de l'armée. 

### Maréchal de France
Le retour définitif de Louis XVIII en 1815 l'oblige à prendre la route de l'exil. De 1815 à 1818, il réside chez sa belle-mère au château d'Ollignies (Belgique) où il reçoit la visite du duc de Wellington. En 1818, il est à nouveau autorisé à entrer en France. En 1828, il est élu député de la Meurthe, son département d'origine, et siège parmi les opposants libéraux au régime de Charles X.
En 1830, après les Trois Glorieuses, il est nommé commandant de la Garde nationale. En 1831, Louis-Philippe Ier le fait maréchal de France. Il est enfin élevé à la dignité de pair de France en 1833, date à compter de laquelle il siège à la Chambre des pairs comme le prévoit la Charte Constitutionnelle de 1830.

## États de service
- 1er août 1792 : Engagé volontaire au 9e bataillon de volontaires de la Meurthe
- 16 août 1792 : lieutenant au 9e bataillon de volontaires de la Meurthe. Sert ensuite à l'armée du Rhin.
- 5 novembre 1792 :  capitaine du même bataillon qui sera amalgamé à la Demi-brigade des Côtes-du-Nord puis à la 60e demi-brigade de deuxième formation
- 1795 Nommé à l'état-major de Joubert à l'armée d'Italie.
- 30 octobre 1796 : chef de bataillon  à la 11e demi-brigade de deuxième formation
- 26 mai 1798 : chef de brigade à la 99e demi-brigade de deuxième formation
- 14 juillet 1799 : chef de brigade à la 3e demi-brigade de deuxième formation
- 24 septembre 1803 : colonel au 3e régiment d'infanterie de ligne
- 1er février 1805 : général de brigade
- 5 octobre 1807 : général de division
- Juin 1815 : Commande le VIe corps d'armée faisant partie de l'armée du Nord.
- 26 décembre 1830 : Commandant général de la Garde nationale de Paris

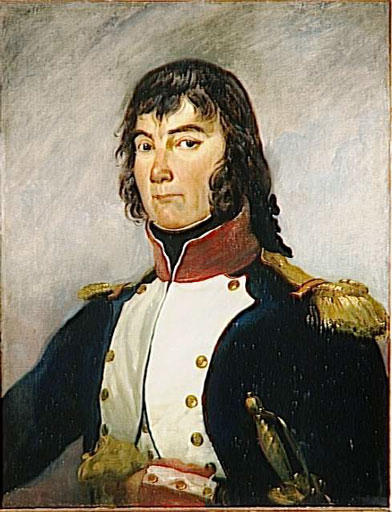
Le capitaine Georges Mouton en 1792.

## Souvenir de Georges Mouton, comte de Lobau
Son nom a été donné à plusieurs voies et édifices :
- Boulevard Lobau à Nancy ;
- Rue de Lobau à Paris ;
- Caserne Lobau à Phalsbourg.
- Il est inhumé dans l'église Saint-Louis des Invalides à Paris.
- Son nom est gravé sur l'Arc de triomphe à Paris et a été donné à une aile du Palais du Louvre à Paris.
- Une statue de bronze a été élevée en son honneur au centre de la place d'armes de Phalsbourg, sa ville natale.
- Une statue en pierre sculptée par Lucien Brasseur est installée dans les remparts de Verdun aux côtés de quinze autres effigies de généraux et de maréchaux s'étant illustrés pendant l'Empire, la guerre de 1870 et la Première Guerre mondiale.
- Une avenue du Général Lobau à Lasne (Belgique) près du village de Plancenoit.

## Anecdote
Après Murat, Mouton se voit allouer le domaine et le château de La Mothe-Saint-Héray (Deux-Sèvres) par Napoléon Ier ; après sa mort en 1838, il fait retour à l'État qui le démembre et le vend en détail en 1842. Il en subsiste quelques bâtiments dont une orangerie et deux pavillons du XVIIe siècle dus à Nicolas Tillon, maître-maçon qui travailla aussi pour Richelieu.
Témoins visibles de son mobilier, un ensemble de lambris peints du XVIIe et le tableau d'Abel Grimou Le marquis d'Artaguiette en buveur possédé par les comtes de Carvoisin, sont conservés au musée d'Agesci de Niort (Deux-Sèvres).
Le portrait en pied de Mouton par Ary Scheffer est gravé en 1858 par Pollet et divers effets lui ayant appartenu, dont un habit de cour sont exposés au château de Montreul-Bellay (Maine-et-Loire).

## Famille

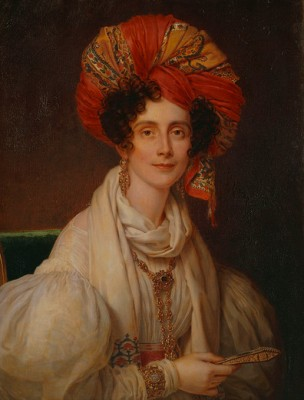
Portrait de son épouse.

Il est le beau-frère du général de division Charles Louis Dieudonné Grandjean (1768-1828).
Il épouse Félicité d'Arberg de Valangin, fille du feld-maréchal Nicolas Antoine d'Arberg de Valengin et petite-fille du prince Gustave-Adolphe de Stolberg-Gedern.

## Armoiries
| Figure | Blasonnement |
|        | Armes du comte de Lobau et de l'Empire (1809) Écartelé : au 1, d'azur, à une épée d'argent, garnie d'or ; au 2, de gueules, à un mouton heurtant d'argent; au 3, de gueules, au pal d'or, ch. de trois chevrons de sable ; au 4, d'azur, à un édifice carré-long à trois étages, d'argent, ouvert et ajouré de trois rangs de fenêtres de sable, mouvant du flanc, le toit embrasé de gueules, ledit édifice posé sur une terrasse de sinople sur laquelle ou voit à dextre une bombe allumée senestrée d'un boulet, tandis qu'une grenade allumée tombe à dextre de l'édifice. |
|        | Armes du comte Mouton, pair de France, maréchal de France et grand-croix de la Légion d'honneur |